# Hero: 108
Hero: 108 är en amerikansk animerad TV-serie. Den började sändas i Cartoon Network den 5 juni 2010.
Handlingen utspelar sig i en vacker plats som heter Storgrön, där det lever människor som tar hand om varandra. Kommentör Apverklig är en person som besöker djurens slott och hamnar i trubbel.
Den hemska Storspelaren övertygar djuren att människorna är deras fiender. Kommentören ber genast om hjälp till Första truppen. Första truppen kan hjälpa djuren att samarbeta och behärska som goda vänner.